# Agnieszka Truskolaska
Agnieszka Marianna z Marunowskich Truskolaska (ur. w 1755 w Warszawie, zm. 30 października 1831 tamże) – polska aktorka i śpiewaczka. Jedna z pierwszych amantek, od 1774 roku gwiazda Teatru Narodowego, także śpiewaczka operowa (debiut w 1779 roku w Dla miłości zmyślone szaleństwo Antonio Sacchiniego).

## Życiorys
W młodości uważana za piękna kobietę i protegowaną brata króla Stanisława Augusta. W wieku 13 lat wyszła za mąż za aktora Tomasza Truskolaskiego. Od 1774 występowała na scenie, a od 1780 wspólnie z mężem i aktorem Kazimierzem Owsińskim organizowała pierwszy polski teatr we Lwowie (który przetrwał trzy sezony).
Po powrocie do stolicy występowała m.in. w zespole Wojciecha Bogusławskiego, grywała w sztukach w języku polskim i rosyjskim, występowała także na scenach teatralnych Poznania, Lublina i Gdańska. Bogusławski tak charakteryzuje jej postać i aktorstwo (pisownia oryginalna): Zdaje się, że natura czyni sobie częstokroć igraszkę, zlewaiąc w iednę osobę tyle razem doskonałości, ile ich między wiele innych podziela. Daiąc JPani Truskolaskiey naypięknieyszą postać, delikatność płci, poruszenie ciała szykowne, twarz pełną wdzięków, oczy których spoyrzenia zachwycały, wymowę pieszczącą uszy; podobało iey się jeszcze obdarzyć ią przyiemnym do śpiewania głosem. Po śmierci męża (w 1797 roku) przez dwa lata prowadziła jego zespół teatralny. Od początków XIX w., choć żyła jeszcze przez trzy dziesięciolecia, występowała coraz rzadziej, grywając m.in. role patriotycznych matek.
”Była powszechnie uznawana za największą aktorkę swojej epoki i korzystała ze szczególnych uprawnień (m.in. otrzymywała pensję ze szkatuły królewskiej). Jej liczne romanse znalazły odbicie nie tylko w pamiętnikach epoki, ale także w wielu satyrach i paszkwilach”.
Jej córka Józefa Truskolaska (Ledóchowska), tragiczka, także była aktorką Teatru Narodowego, w początkach kariery występującą u boku matki. Syn, Romuald Truskolaski, również obrał ścieżkę artystyczną, był muzykiem, śpiewakiem i gitarzystą.